# Saul Tjernikovskij
Saul Tjernikovskij hebreiska: שאול טשרניחובסקי, ryska: Саул Гутманович Черниховский), född 20 augusti 1875, död 14 oktober 1943 i Jerusalem, var en ryskfödd hebreisk poet. Han anses vara en av de största inom judisk poesi, och mycket av hans poesi är influerad av kulturen i det antika Grekland.
Tjernikovskij föddes 1875 i Mykhailivka i Guvernementet Taurien. Till en början gick han på en religiös skola, men bytte vid tio års ålder till en rysk skola. Under första världskriget arbetade han som läkare i Sankt Petersburg och Minsk. 1931 emigrerade Tjernikovskij till det Brittiska Palestinamandatet och bosatte sig där.